# Santa Llogaia d'Àlguema
Santa Llogaia d'Àlguema és un municipi de la comarca de l'Alt Empordà.
El seu terreny és pla i amb la riera d'Àlguema que en rega els camps.
Agricultura de cereals i hortalisses. Ramaderia bovina i porcina.
Tenia gran tradició artesana, que es derivava del vímet i de la canya, per l'abundància de canyissars a la riera d'Àlguema.
L'any 1020 l'anomenen Horto Medio en el testament del comte Bernat Tallaferro. El 1105 parlen de Sanctae Leocadiae i, el segle xii, s'afegeix Àlguema al nom del poble, per la riera que el travessa. Va ser possessió del monestir de Santa Maria de Ripoll.

## Geografia
- Llista de topònims de Santa Llogaia d'Àlguema (Orografia: muntanyes, serres, collades, indrets..; hidrografia: rius, fonts...; edificis: cases, masies, esglésies, etc).

## Indrets d'interès
- Església de Santa Llogaia. Segle XVIII
- Font del Manol
- Els Rentadors
- La ribera del Molí
- Hi ha diverses masies, com el Mas Veí.[1]

## Demografia
| 1497 | 1553 | 1787 | 1887 | 1900 | 1920 | 1950 | 1970 | 2010 | 2024 |
| 5    | 12   | 165  | 299  | 235  | 253  | 180  | 282  | 325  | 397  |